# فتحعلی‌خان گراشی
فتحعلی‌خان گراشی (۱۲۴۳ ه‍.ق - ۱۸ جمادی‌الثانی ۱۳۱۲ ه‍.ق) ملقب به فتحعلی‌خان بیگلربیگی حاکم لارستان و بنادر خلیج فارس در سال‌های ۱۲۸۲ تا ۱۳۱۲ ه‍.ق بود.
او در سال ۱۲۴۳ ه‍.ق در گراش به دنیا آمد و در سال ۱۳۱۲ ه‍.ق در لار درگذشت. آرامگاه او در بقعهٔ امام‌زاده، واقع در لار می‌باشد.
در سدهٔ سیزدهم، پس از ماجراهایی که به ظلم و ستم فراوان علیه مردم گراش منجر می‌شود، گراشی‌ها با همدستی شخصی از اهالی گلپایگان که علیرضا نام داشته، موفق به فتح قلعه می‌شوند. از این تاریخ به بعد سلسلهٔ حاکمان گراش تغییر کرده و حکومت در اختیار علیرضا و نوادگان وی قرار می‌گیرد. این دوران که حدود ۱۰۰ سال به طول انجامیده را می‌توان درخشان‌ترین دورهٔ تاریخ گراش نامید. علیرضا که پس از کسب جایگاه حکومت به دَهباشی علیرضا گراشی ملقب شده‌است، همزمان با حکومت محمدشاه قاجار توانست لار را فتح کند.
پس از دَهباشی علیرضا، پسر او فتحعلی‌خان به حکومت می‌رسد که یکی از مقتدرترین حاکمان لارستان قلمداد می‌شود. او همچنین از ناصرالدین‌شاه قاجار لقب بیگلربیگی لارستان و بنادر را دریافت می‌کند. بیگلربیگی عنوانی است که در دوران صفویه و قاجاریه به حاکمان ایالات بزرگ اطلاق می‌شده‌است. حکومت فتح‌علی‌خان از سال ۱۲۷۸ تا ۱۳۱۲ هجری قمری به مدت ۳۴ سال، قدرت اول لارستان، سبعه‌جات و بنادر بوده که این پهناوری قلمرو، در سفرنامهٔ گردشگران خارجی نیز دیده می‌شود. مأذون قشقایی دربارهٔ پهناوری قلمرو فتحعلی‌خان می‌سراید:
| ز دشتی برو تا به کرمان‌زمین |  | همه جمعی اوست زیر نگین |

در زمان حکومت فتح‌علی‌خان، گراش در زمینه‌های اقتصادی، اجتماعی، فرهنگی و سیاسی به پیشرفت‌های زیادی دست یافت. همچنان که فتح‌علی‌خان حکومت کل لارستان و بنادر را اداره می‌کرد، برادرش حاج‌اسدالله حاکم گراش بود. در این دوران بناهایی همچون مدرسهٔ علمیهٔ گراش، برکهٔ کل، برکهٔ حاج‌اسدالله، حمام دَهباشی و حسینیهٔ سنگ‌آوی ساخته و مسجد جامع گراش و بازار قیصریهٔ لار تعمیر شد. این اقدامات گراش را از لحاظ عمرانی به پیشرفت‌های قابل‌توجهی رسانید. همچنین کتاب‌های زیادی نیز در این دوره نوشته شد که از مهم‌ترین آن‌ها می‌توان دیوان شیدای گراشی را نام برد.